# Istituto pubblico di assistenza e beneficenza
(L. 17.07.1890 n. 6972 art. 1)
Gli istituti pubblici di assistenza e beneficenza (abbr. IPAB) sono organismi di diritto pubblico istituiti con legge n.6790/1890 (detta anche legge Crispi) che hanno subìto numerosi interventi di riforma, non da ultimo con il D. Lgs. 4 maggio 2001, n. 207.

## Storia

### Dopo l'Unità: la carità legale (1861 - 1876)
Il ritardo dell'unificazione politica del paese creò un rallentamento nello sviluppo economico e sociale tra le regioni del sud Italia rispetto a quelle del nord, con la conseguenza di imprimere un carattere culturale al fenomeno del brigantaggio. Il Regno d'Italia, in continuità con lo Stato sabaudo, sottopose l'assistenza privata (anche religiosa) al pubblico controllo, tuttavia, anche se molti enti religiosi furono soppressi, non venne definito un nuovo modello organizzativo in maniera chiara e univoca. Questa strategia fu confermata dalla Legge 3 agosto 1862 n. 753, cosiddetta «legge Rattazzi», che obbligava le opere pie a compilare bilanci, statuti, registri e quant'altro servisse per identificare il patrimonio dell'ente, demandandone però la vigilanza ad istituti controllati dallo Stato, quali la Deputazione provinciale e le congregazioni di carità (quest'ultima operativa su base municipale).

### La legge Crispi ovvero della giustizia sociale  (1876 - 1896)
Siccome la precedente legislazione aveva mostrato severi limiti sulla capacità effettiva di controllo sull'operato degli amministratori e a causa dell'assenza di qualsiasi tutela rispetto ad eventuali abusi, la successiva legislazione (regio decreto 17/07/1890 n. 6.972 cd. legge Crispi e successivo regolamento di attuazione R.D. 05.02.1891 n. 99), apportò, tra l'altro, una serie di innovazioni:
- l'elezione dei consigli d'amministrazione era di competenza della Giunta municipale (art. 5);
- la costituzione di nuove Ipab era formulata con regio decreto (art. 51);
- l'estinzione delle opere pie a carattere effimero nonché la fusione in consorzi era decisa dal prefetto (art. 61);
- le Ipab erano obbligate ad erogare il domicilio di soccorso ai poveri residenti da almeno cinque anni nei comuni (art. 76) nonché agli stranieri (art. 77);
- qualsiasi cittadino, o gruppi di essi, potevano proporre un'azione giudiziale contro i consigli d'amministrazione (art. 82).

Uno dei problemi della legge Crispi fu di burocratizzare il già di per sé non efficientissimo sistema di pubblica amministrazione italiana. Solamente le Giunte provinciali amministrative avrebbero dovuto controllare circa 22.000 Opere Pie. Un altro limite fu di non prevedere il coordinamento né dell'assistenza né della beneficenza nelle sue varie forme.

### Da Giolitti alla grande guerra (1896 - 1915)
All'inizio del XX secolo si assisteva a una nuova crisi sociale (dettata dallo scontro tra l'emergente movimento socialista operaio con l'ordine pubblico), nonché alla sperimentazione di nuove forme di assistenza, come ad es. il salario sociale per i disoccupati e il passaggio dalla mutualità privata all'assicurazione obbligatoria (T.U. 31/01/1904, n. 51 e Decreto luogotenenziale 23/08/1917, n. 1450). Tale mole di innovazioni assestò un duro colpo alla già di per sé fragile Pubblica amministrazione, che avrebbe dovuto da sola affrontare il delicato compito dell'accettazione, dello spoglio e della gestione delle pratiche burocratiche.
Si rese così necessario un coordinamento tra l'ente pubblico, al quale era affidata l'erogazione delle assicurazioni, e l'ente privato (Ipab) che ne diffondeva le finalità e ne raccoglieva le pratiche. Ai limiti su esposti il governo Giolitti cercò di ricorrere al riparo (legge 18/07/1904 n. 390) attraverso l'istituzione di un organo di coordinamento per ogni livello decisionale, con il compito sia di coordinare l'attività di assistenza delle Ipab tra loro sia di migliorare la competenza tecnica degli operatori addetti all'assistenza. Nacquero così la “Commissione di assistenza e beneficenza pubblica” sottesa alla Provincia ed il “Consiglio superiore dell'assistenza e beneficenza pubblica” presso il Ministero alle quali era preposto un commissario nella persona del Prefetto medesimo. Un altro importante provvedimento fu la legge 1904 n. 36, che demandava l'assistenza dei malati mentali alle province.

### Il fascismo e l'assistenza sociale (1921 - 1945)
Nonostante la notevole opera di coordinamento il personale assistenziale delle Ipab rimase per molti aspetti carente di una vera e propria professionalità. Nell'intento di dotare tutte le Istituzioni di competenze uniformi, si rese necessario creare un sistema di scuole ad hoc che diplomassero il personale idoneo a lavorare nelle Ipab. Tali furono le premesse che indussero Ettore Levi a fondare a Milano nel 1921 l'«Istituto di Igiene, Assistenza e Previdenza Sociale» (IIAPS) che, nelle intenzioni del fondatore, doveva diplomare le cd. “segretarie del popolo” in ricordo di quei comitati che si erano insediati qualche anno prima. L'IIAPS fu poi assorbito dall'Istituto di Medicina Sociale, mentre a Roma nel 1928 fu aperta una nuova scuola, l'istituto «Gregorio al Celio», con lo scopo di diplomare assistenti sociali specializzate nel lavoro di fabbrica.
Durante il Ventennio, venne esteso il ruolo delle istituzioni statali nelle politiche sociali, incluso il coordinamento delle Ipab, la cui nomina dei responsabili fu stabilita in base a terne proposte dalle associazioni produttive, fu affidato prima al Patronato nazionale di assistenza sociale presso il Ministero dell'Interno, poi all'Ente Opere Assistenziali e, infine, all'Ente comunale di assistenza (ECA) presso la Prefettura mentre l'assistenza ai liberati dal carcere fu delegata al Consiglio di Patronato presso la Pretura (da qui l'uso mantenuto nel tempo di assumere assistenti sociali presso tali enti).
Gli ECA, in particolare, mutarono le Congregazioni di carità in “enti autarchici corporativi”, di modo che le Ipab potessero compiere atti con gli stessi effetti dell'amministrazione pubblica. Uno dei vantaggi degli ECA, quindi, fu di implementare un'efficace opera di coordinamento e di decentramento di tutte le Ipab «garantito dall'impianto di uffici periferici, uno per ciascuno delle zone di giurisdizione». Un altro vantaggio fu di sperimentare le prime forme di “fiscalizzazione degli oneri sociali”, imponendo un'addizionale sulla dichiarazione dei redditi dei cittadini, anticipando, dunque, di trenta anni cioè che fu definito negli anni sessanta.

### La Repubblica e la depubblicizzazione delle IPAB (1945 - 2001)
Nonostante quanto deciso nella legislazione del Regno dove le Ipab subirono un vero e proprio processo di assorbimento da parte dell'ente pubblico, durante la Repubblica si assisteva al procedimento opposto ovvero alla trasformazione in forme associative private, quasi un ritorno alle origini. Protagoniste di tale conversione sono certamente le Regioni, introdotte dalla Legge 05.05.1970 n. 281, che in seguito a ciò poterono dotarsi di propri organi elettivi ed amministrativi. Il DPR 24.07.1977 n. 616, inoltre, trasferì ai medesimi enti il 25% del bilancio pubblico, nonché tutte le competenze relative al settore socio-assistenziale.
Uno spartiacque fu la Sentenza Corte Cost. n. 396/1988 che dichiarò illegittimo l'art. 25 del DPR 616/1977 laddove imponeva la devoluzione di tutte le IPAB agli enti locali: riguardo a ciò il governo corse al riparo tramite la promulgazione del Dpcm 16.02.1990.
La legge 08.11.2000 n. 328 art. 10 detta i principi per l'inserimento delle ex IPAB nella rete dei servizi sul territorio favorendo la trasformazione in Aziende di Servizi alla Persona (Asp). Si assiste, quindi, ad una de-pubblicizzazione residuale tramite la pretesa di una serie di requisiti tipici degli enti del terzo settore quali il richiamo all'efficienza, all'efficacia e all'economicità di gestione, all'adozione di forme gestionali privatistiche (personale, contratti), all'attribuzione dai controlli formali ai controlli dei risultati, alla possibilità di separare la gestione attività da quella dei patrimoni.
Il Dlgs. n. 207/01 in particolare prevede al capo II che le Asp da personalità giuridica di diritto pubblico possano assumere una capacità di diritto privato che le conferiscono una serie di benefici previsti per le Onlus (es. erogazioni liberali) nonché tutti i negozi funzionali al perseguimento dei propri scopi istituzionali e all'assolvimento degli impegni assunti in sede di programmazione regionale tra cui costituire società o fondazioni per svolgere attività strumentali a quelle istituzionali e per provvedere alla manutenzione del proprio patrimonio.

### Le IPAB dopo il 2003
A partire dal 2003, la riforma delle IPAB ha portato le Regioni alla trasformazione della maggior parte delle IPAB in persone giuridiche di diritto privato.
Le Apsp ex Ipab (Aziende pubbliche di servizi alla persona), dunque, sono ormai inquadrate in un modello aziendale dove assumono sempre più una connotazione autonoma e originale di persona giuridica diversa sia dall'AUSL sia dalle Aziende speciali (Dlgs. n. 267/00 art. 114) con una presenza al proprio interno di membri di nomina pubblica (comunale e regionale) e, soprattutto, orientate verso forme ibride non più riconducibili al terzo settore.

## Riferimenti normativi
- L.  03.08.1862 n. 753 “Legge Rattazzi”
- R.D. 17.07.1890 n. 6972 “Legge Crispi”
- L. 18.07.1904 n. 390 “Legge Giolitti”
- R.D. 30.12.1923 n. 2841 “Modificazioni alla legge sulle istituzioni pubbliche di assistenza e beneficenza”
- L. 03.06.1937 n. 843 “Istituzione degli Enti Comunali di Assistenza”
- Codice Civile 1942 Libro I “Delle persone e della famiglia”
- Costituzione della Repubblica 1948 art. 38 co. IV “Assistenza privata”
- D.P.R. 24.07.1977 n. 616 “Attuazione della delega di cui alla L. 22.07.1975 n. 382 art. 1”
- L. 23.12.1978 n. 833 “Istituzione del servizio sanitario nazionale”
- Sentenza Corte Cost. n. 396/1988
- D.P.C.M. 16.02.1990 “Potere del governo di emanare direttive alle regioni”
- D.Lgs 19.06.1999 n. 229 “Norme per la razionalizzazione del Servizio sanitario nazionale”
- L. 08.11.2000 n. 328 art. 10 “Legge quadro per la realizzazione del sistema integrato di interventi e servizi sociali”
- L.C. 18.10.01 n. 3 “Modifica del titolo V costituzione”

### Regione Lombardia
- L.R. Lombardia n. 1/03 ed altre leggi regionali

### Regione Puglia
- Legge regionale 30 settembre 2004, n. 15 - Riforma delle Istituzioni pubbliche di assistenza e beneficenza (IPAB) e disciplina delle aziende pubbliche dei servizi alle persone